# Хеуристичка настава
Хеуристичка (откривајућа, генетичка, развијајућа) настава је савремени наставни систем који се заснива на мисаоном вођењу ученика до потпуног разумевања. Порекло назива везује се за Архимеда и грчку реч еурека (грч. εὕρηκα, heúrēka) што значи откриће, проналазак.

## Карактеристике хеуристичке наставе
Хеуристичка настава је таква врста наставе у којој наставник системом развојних питања ученика води до потпуног схватања односно разумевања. Ову наставу карактерише откривалачка активност ученика и усмеравајућа улога наставника. Срж хеуристичког учења јесте доживљај плодоносног тренутка који долази као последица изузетно успешног вођења ученика од стране наставника. Плодоносни тренутак или "аха доживљај,, је духова награда коју појединац доживи када након интензивог рада дође до решења. То је тренутак када током процеса сазнања "бљесне решење,,.
Да би остварили успешно вођење ученика до разумевања питања морају водити потпуном схватању садржаја. Зато их треба постављати у подстицајном ланцу и тако ученике уводити у све сложеније форме мишљења и решавања проблема.

## Услови успешног остваривања хеуристичке наставе
Иако темељ хеуристичке наставе чини плодоносни тренутак он није довољан за успешно реализовање хеуристичке наставе. Успешна хеуристичка настава захтева да се наког овог тренутка обезбеди:
1. интензивна мобилност ученика;
2. повезивање новог и старог градива;
3. утврђивање логичког тока долажења до истине;
4. спречавање, заобилажење успутних заблуда и тешкоћа у решавању проблема;
5. примена новог знања у сличним примерима[1].

## Препоруке успешне реализације хеуристичке наставе
1. На реторичка питања наставник не треба да даје одговоре;
2. Након аха доживљаја не износити све битне чињенице;
3. Не изводити генерализације без ученичког промишљања;
4. Одмерити и повезати претходне и наредне фазе открића.

## Фазе хеуристичке наставе
1. Припремна фаза (обезбеђивање психолошке и сазнајне готовости за учење);
2. Обрада садржаја;
3. Понављање или продуктивно вежбање;
4. Верификативна фаза.

## Предности хеуристичке наставе
- Захтева разумевање а не памћење;
- Подразумева квалитетно мисаоно ангажовање ученика;
- Оспособљава ученике за стваралачко комуницирање;
- Обезбеђује логички след сазнања појава и процеса;
- Подразумева темељну припрему наставника.

## Недостаци хеуристичке наставе
- Мисаоно вођење смањује односно ограничава самосталност ученика;
- Тешко се реализује у нехомогеним и бројним одељењима;
- Неадекватно коришћење развојних питања може бити штетно и блокирати мисаони процес ученика;
- Аха доживљај није лако остварити; — Мисаоно вођење може ометати надарене ученике у даљем напредовању.[2]